# Данінув (Великопольське воєводство)
Данінув (пол. Daninów) — село в Польщі, у гміні Казімеж-Біскупи Конінського повіту Великопольського воєводства.
Населення — 120 осіб (2011).
У 1975-1998 роках село належало до Конінського воєводства.

## Демографія
Демографічна структура станом на 31 березня 2011 року:
|          | Загалом | Допрацездатний вік | Працездатний вік | Постпрацездатний вік |
| -------- | ------- | ------------------ | ---------------- | -------------------- |
| Чоловіки | 64      | 7                  | 48               | 9                    |
| Жінки    | 56      | 14                 | 29               | 13                   |
| Разом    | 120     | 21                 | 77               | 22                   |